# تيتو باول
تيتو باول (بالإنجليزية: Tito Paul)‏ هو لاعب كرة قدم أمريكية أمريكي، ولد في 24 مايو 1972 في كيسيمي في الولايات المتحدة.

## وصلات خارجية
- تيتو باول على موقع مرجع كرة القدم المحترفة.كوم (الإنجليزية)